# Sebastian Hohenthal
Sebastian Hohenthal (ur. 5 listopada 1984 roku w Mora) – szwedzki kierowca wyścigowy.

## Kariera
Hohenthal rozpoczął karierę w wyścigach samochodowych w 2001 roku od startów w Szwedzkiej Formule Ford Zetec, Nordyckiej Formule Ford Zetec oraz Avon Tyres Formula Ford Eurotour. Z dorobkiem odpowiednio 39, 130 i 22 punktów uplasował się tam odpowiednio na dziesiątej, trzeciej i szóstej pozycji w klasyfikacji generalnej. W późniejszych latach pojawiał się także w stawce edycji zimowej Brytyjskiej Formuły Ford, Brytyjskiej Formuły Ford, Festiwalu Formuły Ford, Brytyjskiej Formuły Renault, Azjatyckiej Formuły Renault, Brytyjskiej Formuły 3, Formuły 2 oraz Camaro Cup Sweden.
W Mistrzostwach Formuły 2 wystartował w 2009 roku. Uzbierane siedem punktów dało mu szesnaste miejsce w końcowej klasyfikacji kierowców.